# Andrés Bonifacio
Andrés Bonifacio y de Castro (Tondo, 30 novembre 1863 – Maragondon, 10 maggio 1897) è stato un rivoluzionario filippino.
È stato il fondatore e leader del Katipunan, il movimento che ha dato inizio alla rivoluzione filippina. È considerato de facto un eroe nazionale. Secondo molti storici, Bonifacio fu il primo vero presidente delle Filippine, anche se alla fine il titolo è spettato ad Emilio Aguinaldo.

## Biografia

### Gioventù
Bonifacio nacque da Santiago Bonifacio e Catalina de Castro a Tondo, quartiere di Manila, ed era il maggiore di 6 figli. Suo padre faceva il sarto ma divenne anche teniente mayor (funzionario comunale) di Tondo, mentre la madre, una meticcia di origini spagnole, lavorò in una fabbrica di sigarette. Venne battezzato alla chiesa di Tondo e studiò sotto la tutela di Guillermo Osmeña, gli insegnò matematica e a scrivere in tagalog e spagnolo.
Divenne orfano a 14 anni: la madre morì di tubercolosi nel 1881, seguita dal padre solamente un anno dopo. Il giovane Andres si vide così costretto ad abbandonare gli studi e a lavorare per dar da mangiare ai tre fratelli Ciriaco, Procopio e Troadio, e alle due sorelle Espiridonia e Maxima. Bonifacio lavorò come mandatorio (impiegato/messaggero) per l'azienda commerciale inglese Fleming and Company, per diventare in seguito corredor (agente) responsabile della compravendita di cotone e altre merci. In seguito si trasferì alla Fressell and Company, una società commerciale tedesca dove lavorò come bodeguero (magazziniere/agente) con un salario di 12 pesos. Occupò tale posizione sino allo scoppio della rivoluzione filippina nel 1896. Mentre lavorava per la compagnia, Bonifacio creò inoltre un'azienda produttrice di carta, lasciando ai fratelli e alle sorelle la responsabilità di vendere i prodotti.
Pur avendo un salario limitato e la famiglia da supportare, Andres spese parte dei suoi soldi per l'acquisto di diversi libri, che utilizzò per educarsi. La sua collezione di testi includeva la storia tradotta in spagnolo della rivoluzione francese, le opere di Rizal (Noli me tangere ed El filibusterismo) e vari volumi sulla legge. Anche se limitato, Bonifacio riuscì ad educarsi attraverso l'assidua lettura di ogni libro che riuscì ad ottenere.
A parte il lavoro e lo studio, Bonifacio ebbe il tempo di praticare anche altre attività. Sapendo parlare il tagalog, entrò nel mondo dell'intrattenimento, divenendo attore teatrale ed organizzatore di spettacoli. Nel 1887, assieme agli amici, istituì il Teatro Porvenir, dove rappresentò dei moro-moros in un'esibizione a Tondo. Era anche un massone e si unì alla Liga Filipina di José Rizal, aiutando l'organizzazione della società a Binondo, Paco e Tondo.
Bonifacio si sposò due volte. La sua prima moglie fu una certa Monica, che morì di lebbra. La seconda fu Gregoria de Jesús da Caloocan, con la quale ebbe un figlio morto sfortunatamente in età infantile.

## Katipunan
Il 7 luglio 1892, il giorno dopo in cui venne annunciata la deportazione di José Rizal, Bonifacio fondò il Katipunan, una società segreta che aveva lo scopo di rendere indipendenti le Filippine dalla Spagna attraverso la rivolta armata. All'interno della società Bonifacio aveva lo pseudonimo di May pag-asa ("C'è speranza").
Per un certo periodo Bonifacio collaborò sia con il katipunan sia con La Liga Filipina. Tuttavia La Liga Filipina, organizzazione più moderata perché aveva l'obiettivo di arrivare all'indipendenza attraverso la via pacifica, si spaccò in due fazioni. Mentre i membri più conservatori della Liga, tra l'altro anche quelli più dotati di risorse finanziarie, formarono il Cuerpo de Compromisarios, i quali invocavano ancora la via pacifica e riformista all'indipendenza, i membri più radicali, tra cui anche Bonifacio, crearono il Katipunan. Da Manila il Katipunan si espanse in diverse province filippine, tra cui Batangas, Laguna, Cavite, Bulacan, Pampanga e Nueva Ecija. La maggior parte dei suoi membri, chiamati Katipuneros, provenivano dai ceti medio-bassi. Inizialmente di sesso solamente maschile, in seguito la società fu aperta anche alle donne, tra cui Gregoria de Jesús, moglie di Bonifacio.
Fin dagli inizi, Bonifacio fu uno dei dirigenti del Katipunan, benché non divenne mai il Supremo (cioè supremo leader) o Presidente Supremo (Supremo Presidente) fino al 1895, e fu il numero tre del Katipunan dopo Deodato Arellano e Román Basa. In precedenza fu controllore dei conti della società. La società aveva le sue leggi, la sua struttura burocratica e la sua leadership elettiva. Per ogni provincia filippina, il consiglio supremo del Katipunan coordinava i vari consigli provinciali, competenti per l'amministrazione pubblica e le questioni militari, e i consigli locali, competenti per i problemi del distretto o del barrio.
All'interno dell'associazione, Bonifacio strinse un forte legame con Emilio Jacinto, che divenne suo consigliere nonché membro del Consiglio Supremo. Bonifacio adottò la Kartilia di Jacinto al posto del suo Decalogo come testo guida per gli aderenti. Bonifacio, Jacinto e Pio Valenzuela nella rivista di partito Kalayaan. Bonifacio scrisse diversi poemi sotto lo pseudonimo di Agapito Bagumbayan. La pubblicazione del Kalayaan portò a un incremento degli aderenti all'associazione. Nel 1896 il movimento Katipunan si diffuse in gran parte dell'arcipelago filippino e incrementò i suoi aderenti da poche centinaia a decine di migliaia.
La rapida ascesa del movimento rese le autorità spagnole molto sospettose. Già nel 1896 gli spagnoli erano a conoscenza di società segrete. I sospettati furono messi sotto sorveglianza a cui seguirono i primi mandati di cattura. Il 3 maggio 1896 Bonifacio, insieme agli altri leader del Katipunan, tenne un'assemblea generale a Pasig nella quale venne discusso il momento in cui si doveva iniziare la rivoluzione. Mentre alcuni capi, tra cui lo stesso Bonifacio, credevano che la rivoluzione fosse ormai inevitabile, altri erano dubbiosi; ci fu consenso unanime di consultare José Rizal prima di lanciare qualsiasi azione. Bonifacio mandò Pio Valenzuela da Rizal per sentire alcuni consigli. Rizal rispose che non era il momento di agire perché il movimento era impreparato. Tuttavia si premurò, nel caso che fosse scoppiata la rivoluzione, di segnalare Antonio Luna come capo militare.

## Rivoluzione filippina
Verso la fine dell'agosto 1896 le autorità spagnole confermarono l'esistenza del Katipunan. Centinaia di filippini vennero arrestati con l'accusa di tradimento. Nel frattempo José Rizal era a bordo di una nave diretta a Cuba; doveva servire come medico militare in cambio del suo rilascio dall'esilio di Dapitan. Travestiti da marinai, Bonifacio, Jacinto e Guillermo Masangkay salirono sulla nave dove era a bordo Rizal. Jacinto poté parlare con Rizal, il quale rifiutò la proposta di fuga. In seguito Rizal venne arrestato, processato e giustiziato.
Poco dopo il Katipunan iniziò la sua rivoluzione armata contro la Spagna. Nell'agosto 1896 Manila venne attaccata da forze del Katipunan. Bonifacio riorganizzò il Katipunan in un governo rivoluzionario, nel quale divenne il Presidente nonché il Generalissimo. Il 30 agosto Bonifacio comandò personalmente un'incursione a San Juan del Monte, una località nei pressi di Manila dove c'era una guarnigione spagnola, ma venne sconfitto. Anche in altre località delle Filippine iniziavano gli scontri tra spagnoli e rivoluzionari.
Massone, fu membro della loggia Taliba No. 165 del Grande Oriente Spagnolo.